# 스미스개미
스미스개미는 개미과에 속하는, 우시마개미속의 한 종이다. 한국, 일본, 대만에 분포한다. '스미스개미'라는 이름은 학명의 명명자인 프레더릭 스미스의 이름에서 유래하였다. 스미스개미의 밀도는 한국 남부지역일수록 높고 북부지역일수록 낮아져 온도에 대한 지표종이다. 군체는 별로 크지 않으며, 수십 마리의 개미들이 죽은 나뭇가지 등에 모여 옹기종기 살아간다.